# Frederico João de Schwarzenberg
Friedrich Johann Joseph Cölestin von Schwarzenberg (em tcheco/checo:  Bedřich Johann Joseph Cölestin ze Schwarzenberg, Viena, 6 de abril de 1809 - 27 de março de 1885) foi um nobre da Casa de Schwarzenberg e cardeal austríaco da Igreja Católica, com atuação no Reino da Boêmia, como Arcebispo de Praga.

## Vida
Ele era o filho mais novo de João José, príncipe de Schwarzenberg e de sua esposa Pauline d'Arenberg e irmão do ministro-presidente austríaco Félix de Schwarzenberg. Ele foi batizado como Friedrich Johann Joseph Cölestin.
Depois que sua mãe foi incinerada durante um baile dado em Paris em comemoração ao casamento de Napoleão Bonaparte com Maria Luísa da Áustria, ele foi colocado sob os cuidados do padre Lorenz Greif e logo se dedicou a estudar para o sacerdócio. Friedrich começou seus estudos teológicos em Salzburgo mas completou seu último ano de teologia em Viena, onde foi ordenado sacerdote aos 24 anos, em 25 de julho de 1833 na Capela da Corte. Friedrich era tão estimado, que uma dispensa papal foi solicitada para elevá-lo ao arcebispado de Salzburgo em 1835, embora ele não tivesse, de acordo com o direito canônico, a idade necessária. Foi eleito pelo Capítulo da Arquidiocese em 23 de setembro de 1835, quando contava com pouco mais de 26 anos.

## Arquiepiscopado

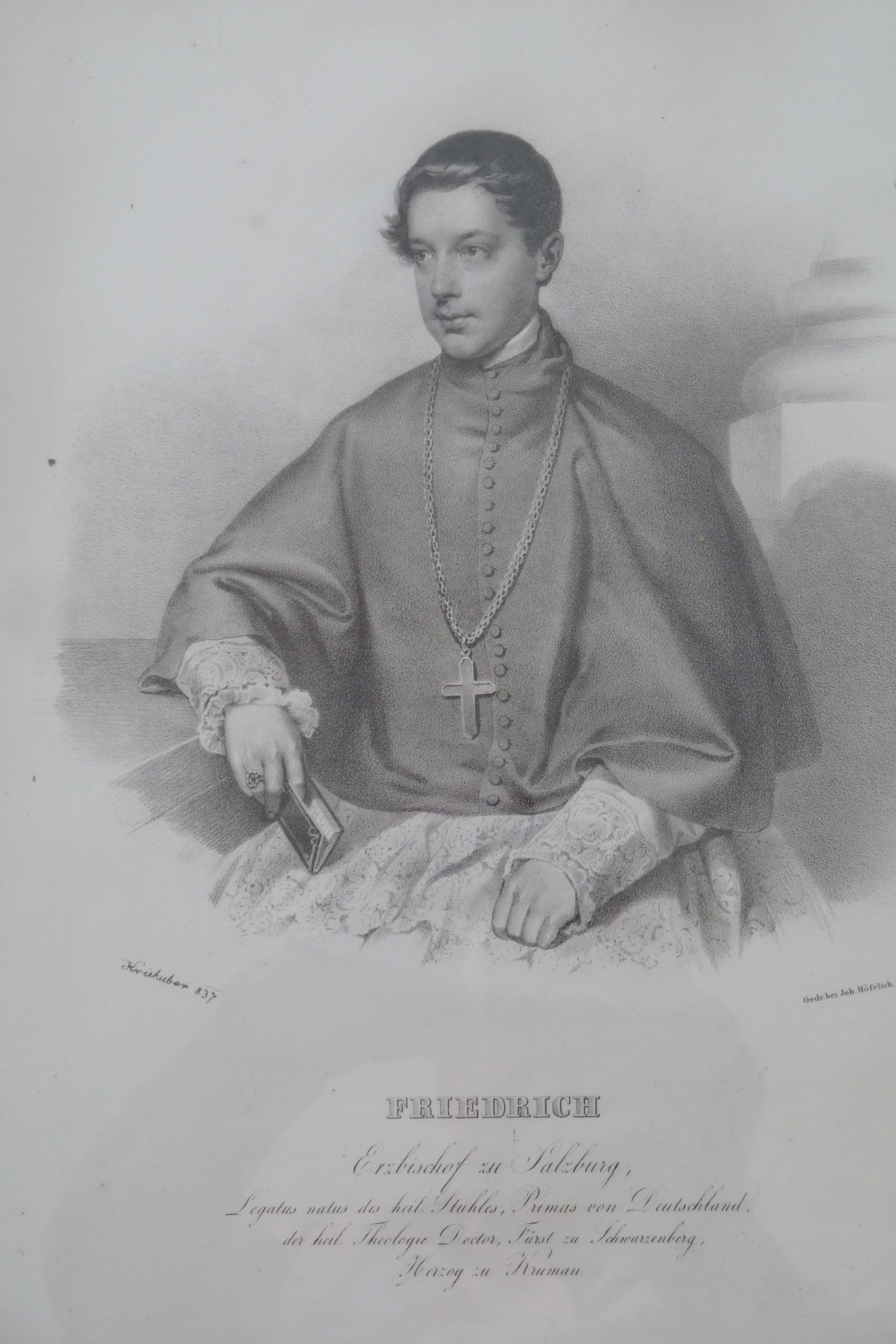
Schwarzenberg como Primas Germaniæ. Pintura de 1837.

Confirmado como arcebispo de Salzburgo em 1 de fevereiro de 1836, foi consagrado em 1 de maio de 1836, na Catedral de Salzburgo, por Johann Nepomuk von Tschiderer zu Gleitheim, bispo de Trento, assistido por Bernhard Galura, bispo de Brixen e por Georg Mayer, bispo de Gurk.
Como arcebispo de Salzburgo, sua principal prioridade na década seguinte foi a eliminação do protestantismo em sua diocese. Embora ele aceitasse a resolução imperial de 1837 exigindo a emigração dos protestantes, descobriu-se que Friedrich era profundamente ambivalente porque sabia que exigir que os protestantes saíssem dessa maneira afetaria negativamente a vida de suas famílias, especialmente seus filhos. Ele também foi um grande patrono das artes e de instituições de caridade durante esses anos, estabelecendo uma importante faculdade para o estudo da música.
Em 1838, foi eleito pelo Capítulo da Catedral de Praga como seu arcebispo, a que Schwarzenberg recusou. Em 1841, viajou para Roma, onde deu início ao aumento do foco da Igreja Austríaca em Roma.

## Cardinalato
Foi criado cardeal pelo Papa Gregório XVI, no Consistório de 24 de janeiro de 1842, recebendo o barrete vermelho e o título de cardeal-presbítero de Santo Agostinho em 27 de janeiro, contando então com apenas 32 anos.
Depois que a questão protestante foi resolvida, ele voltou seu foco em melhorar o governo diocesano por meio de reuniões mais regulares de bispos, como havia sido decretado pelo Concílio de Trento. Bispo na Conferência de Würzburg do Episcopado Alemão, estava em contato próximo com o novo governo formado sob seu irmão Félix, cujo conselho constitucional ele tinha em relação à lei das relações da Igreja e o Estado. A constituição imposta em março de 1849 teve o seu apoio. Em abril de 1849, ele assumiu a direção de uma conferência dos bispos austríacos em Viena, que tratou da relação entre a Igreja e o novo governo.
Isso não foi um grande sucesso e Schwarzenberg foi transferido para a Sé de Praga pelo Papa Pio IX em 1850, tendo sido eleito seu Arcebispo um ano antes. Durante seu longo período em Praga (1849-1885), o foco principal de Schwarzenberg foi na relação entre Igreja e Estado no Império Austro-Húngaro, porém o sucesso que ele alcançou neste papel foi na melhor das hipóteses moderado.

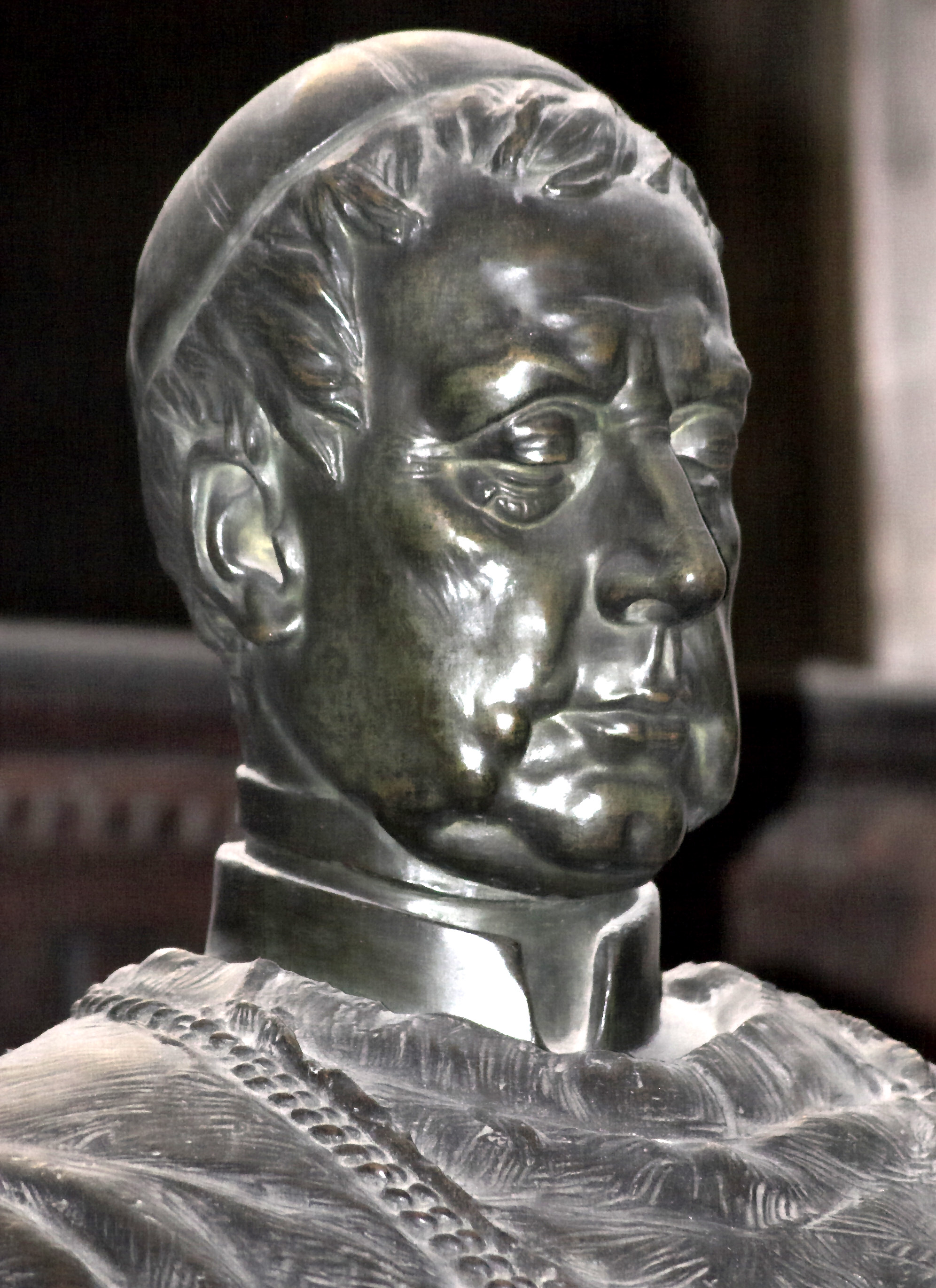
Busto na Catedral de São Vito, Praga.

Participou do Concílio Vaticano I, de 8 de dezembro de 1869 a 18 de julho de 1870; se opôs à definição do dogma da infalibilidade papal, mas assim que o concílio aprovou a declaração, ele a apoiou.
Em 1853, ele consagrou como bispo seu primo Friedrich Egon von Fürstenberg, que mais tarde se juntou a ele no Colégio dos Cardeais.
No Conclave de 1878, ele era um dos quatro homens ainda vivos que já eram cardeais quando Pio IX foi eleito para o reinado papal mais longo da história. Os outros eram Luigi Amat di San Filippo e Sorso, Fabio Maria Asquini e Domenico Carafa della Spina di Traetto.
Ele morreu em 27 de março de 1885 após um longo período de problemas de saúde. Transferido de trem para Praga em 30 de março de 1885, foi velado e enterrado na Catedral de Praga. Ele foi o último cardeal sobrevivente elevado pelo Papa Gregório XVI e o último participante do conclave que elegeu o Papa Pio IX.

## Conclaves
- Conclave de 1846 - não participou da eleição de Giovanni Maria Mastai-Ferretti como Papa Pio IX por conta das agitações políticas locais.[1][2]
- Conclave de 1878 - participou, como Cardeal-Protopresbítero, da eleição de Vincenzo Gioacchino Pecci como Papa Leão XIII.[1]